# Sari Nusseibeh
Sari Nusseibeh, en árabe: ساري نسيبة, (Damasco, Siria 1949) es un filósofo y profesor universitario palestino.

## Biografía
Nació el 12 de febrero de 1949 en la ciudad de Damasco siendo hijo del político Anwar Nusseibeh. Estudió economía, filosofía y ciencias políticas en la Universidad de Oxford, realizando posteriormente su doctorado en la Universidad de Harvard.
En 1978 retornó a Cisjordania para ejercer de profesor de filosofía en la Universidad de Birzeit, cargo que abandonó en 1988, momento en el cual la universidad fue clausurada a consecuencia de la Primera Intifada. Profesor de filosofía islámica en la Universidad Hebrea de Jerusalén, desde 1995 es rector de la Universidad Abierta de Al-Quds. Así mismo fue durante un tiempo el máximo representante de la Autoridad Nacional Palestina en Jerusalén.

## Actividad social
Activista para los derechos humanos y para la reconciliación árabe-israelí. Desde 2001 lucha por conseguir la paz entre los dos pueblos basada en la coexistencia de dos estados vecinos. Fue duramente atacado por sus propios correligionarios por abogar por la renuncia de los palestinos al "derecho de retorno".
En 2004 fue galardonado, juntamente con el israelí Amos Oz, con el Premio Internacional Cataluña, concedido por la Generalidad de Cataluña.

## Obras

### Libros
- Once Upon a Country: A Palestinian Life  Autobiographical Reflections. (with Anthony David) . New York: Farrar, Straus and Giroux, 2007.
- No Trumpets No Drums: A Two-State Settlement of the Israeli-Palestinian Conflict. (with Mark Heller). New York: Hill and Wang, 1991. Paperback 3rd.edition 1993.
- Palestine: A State is Born (Selections of Newspapers/Magazines articles between 1987-1990 ) Palestine Information Office :The Hague, 1990.
- Al-Hurriyyah Bayn Alhadd Wa’l Mutlaq (Absolute and Restricted Freedom). London: Al-Saqi, 1995.
- Masharif al-Mantiq (Introductory Symbolic Logic) . Jerusalem: Arab Studies Society, 1982.

### Obras colectivas
- "Violenza: Razionalita e Ragionevolezza" in: Dio Salvi La Ragione with Benedetto XVI, et al. Cantagalli Publisher, 2007. (Dios salve la razón, Ediciones Encuentro, 2008 ISBN 978-84-7490-915-9)